# Амурське козаче військо
Аму́рське коза́цьке ві́йсько (рос. Амурское казачье войско) — одне з одинадцяти козацьких військ Російської імперії 19 — 20 століття. Розміщувалося в Амурській області. Військовий штаб — місто Благовіщенськ. Існувало протягом 1859–1918 років. Патрон — святий Олексій. Брало участь в придушенні Іхетуаньського повстання (1899–1901), в російсько-японській (1904–1905 і Перший світовій війнах (1914–1918). Ліквідоване радянською владою в ході громадянської війни в Росії.

## Опис
Створено в Амурській області і Приморському краї в 1850-х з козаків переселених з Забайкалля і звільнених шахтарів з Нерчинську.
Їх переселення почалося 1854. Перша козацька станиця (Хабаровська) створена у 1858. Наказ про створення Амурського війська підписано у 1860. Спочатку, воно підпорядкувалось військовому губернатору Амурської області і Примор'я (з 1879 тільки губернатору Амурської області). Столицею війська був Благовіщенськ.
Амурські козаки охороняли кордони по Амуру й Уссурі (У 1889, було створене окреме Уссурійське козацьке військо для охорони кордону по Уссурі.) До його складу також входила Амурсько-Уссурійська флотилія утворена у 1897.
Амурські козаки володіли 5,8 мільйонами десятин землі (64,000 км²). Козацьке населення (120 селищ) становило 49,200 чоловік. За часів миру, Амурське козацьке військо складалось з 1 полку кінноти, (4 сотні) і 1 взводу охорони, під час війни — 2 полки кінноти, 1 взводу охорони, 5 військових і 1 запасну сотню і 1 батальйон (всього 3,600 чоловік).

## Частини

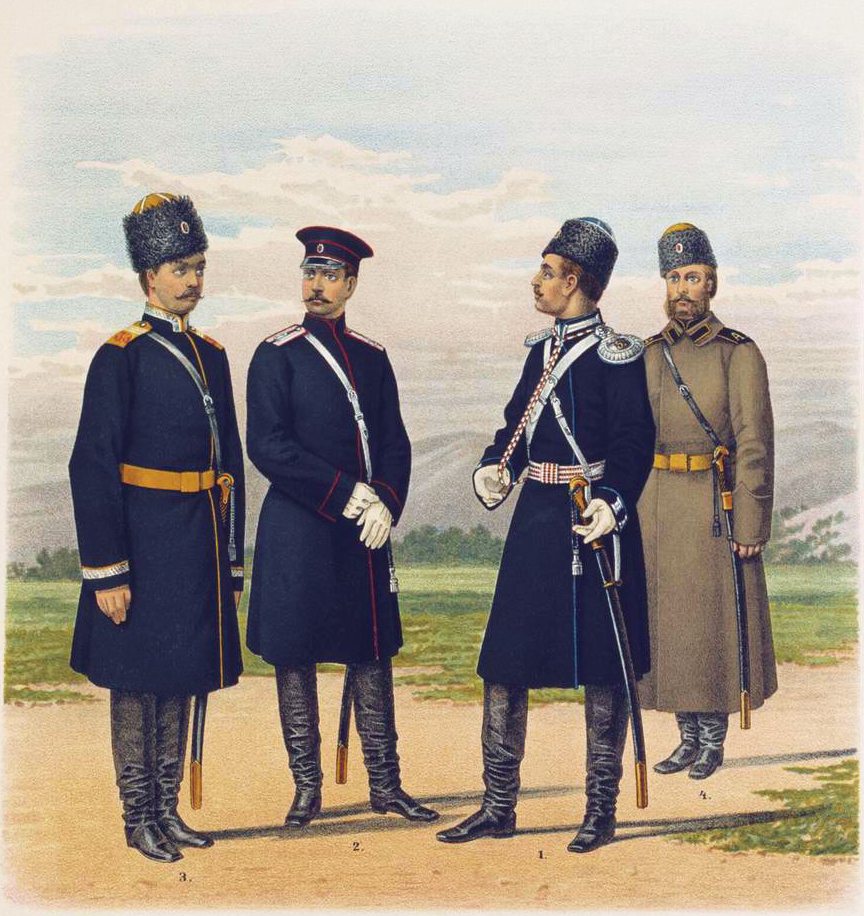
4. Козак Амурського війська в шинелі (праворуч).

- 1-й Амурський козацький полк
- 2-й Амурський козацький полк
- 3-й Амурський козацький полк

## Уніформа
Парадна форма 1911 року.
- капелюх — папаха з жовтим дном
- мундир — темно-зелений
- шинель — темно-зелена
- шаровари — зелені з жовтими лампасами.
- погони — жовті